# Nathalie de Salzmann de Etievan
Nathalie de Salzmann de Etievan (Tbilisi, 29 de janeiro 1917 - Caracas, 11 de junho 2007) foi uma educadora georgiana e criadora do Modelo Educacional Etievan.
Nascida em Tbilisi, na Georgia, educada na Suíça e na França, Nathalie de Salzmann de Etievan se estabeleceu na Venezuela em 1950, onde teve uma brilhante carreira como jornalista, tradutora, pilota, pintora e sobretudo como educadora. Nesse país, em 1975, inaugurou a primeira escola baseada no Modelo Educacional Etievan para posteriormente alcançar o Peru, Colômbia, Chile e Equador. Morou na cidade do Rio de Janeiro por alguns anos orientando crianças, jovens e adultos, e faleceu na Venezuela em 2007. Algumas de suas palestras e conferências estão condensadas no livro "Não Saber é Formidável!", traduzido em diversos idiomas e publicado no Brasil pela Horus Editora.

## Livros (em português)
- Não Saber é Formidável! - Modelo Educacional Etievan. São Paulo: Horus Editora, 1996, ISBN 8586204013

- Cada um se deita na cama que faz - A relação do casal. São Paulo: Horus Editora, 2000, ISBN 858620403X

## Livros (em espanhol)
- ¡No Saber es Formidable!. Caracas: Editorial Ganesh, 1989. ISBN 9789806404007.
- Tal como uno hace su cama, se acuesta - La relación de pareja. Caracas: Editorial Ganesh, 2000. ISBN 9789806404045.